# 賽奈特 (密蘇里州)
賽奈特（英語：Syenite）是位於美國密蘇里州聖弗朗索瓦縣的非建制地區。

## 歷史
賽奈特的郵局於1881年設立，其後於1914年停運。

## 地理
賽奈特所處的海拔為高於海平面301米（即988英呎），而該地所採用的時區為UTC-6，即北美中部時區（CST）。同時該地設有夏令時間，為UTC-6調快一小時，即UTC-5（CDT）。